# Katowice
Katowice (kiejtéseⓘ, IPA: [katɔ'vʲiʦɛ], csehül: Katovice, németül: Kattowitz) a dél-lengyelországi Felső-Szilézia egyik legfontosabb városa a Kłodnica és a Rawa folyók mentén.

## Története
Legfontosabb dátumok:
- 1177 – az a terület, melyen jelenleg Katowice fekszik megszűnt Kis-Lengyelország része lenni és Sziléziához csatolták.
- 1299 – II. Kázmér bytomi herceg által kiadott oklevél említi először Katowice legrégibb kerületét, Dąbot (Crasni Domb).
- 1468 – A mai Katowice Podelsie kerületének első említése
- kb. 1580 – Andrzej bogucicei kovács a saját telkén falut alapít.
- 1598 – Először jelenik meg oklevélben a Katowice név: ad parochiam pertinent village Boguczycze, Zalęzie et nova villa Katowicze
- a 18. század közepétől – Katowice fejlődésnek indul a szénvagyona és iparosodása következtében.
- 1824 – Ferdynand és Waterloo bányák megnyitása
- 1846 – vasút építése Mysłowicébe
- 1865 – Katowice városi jogokat kap
- 1873 – Katowice járási székhely lesz
- 1919-1921 – három sziléziai felkelés
- 1922 – Lengyelországhoz csatolás, Katowice a sziléziai vajdaság székhelye lesz.
- 1925 – A sziléziai egyházmegye alakulása, székhelye: Katowice
- 1939. szeptember – a lengyel hadsereg visszavonulása, a várost a cserkészek és a sziléziai felkelők védik. Kb. 860 fő esett el a harcok alatt, vagy a német Wehrmacht és a Freikorps tagjai végezték ki a piactér és a Panewnicki erdőben.
- 1945 január 27. – a Vörös Hadsereg beveszi Katowicét.
- 1953 – Katowice neve Stalinogródra változik.
- 1968 – Katowicében megalapítják az Uniwersytet Śląskit (Sziléziai egyetem)
- 1980 – rendteremtési akció a Wujek, bányában, mely folyamán 9 bányászt megöltek
- 1990 – az önkormányzat visszaállítása
- 1992. március 25. – Metropolia Górnośląska megalakulása Katowice székhellyel
- 2006 – Chorzów és Katowice határán összeomlott egy kiállítási csarnok a Katowicei vásár területén: 65 személy meghalt.

## Kerületei

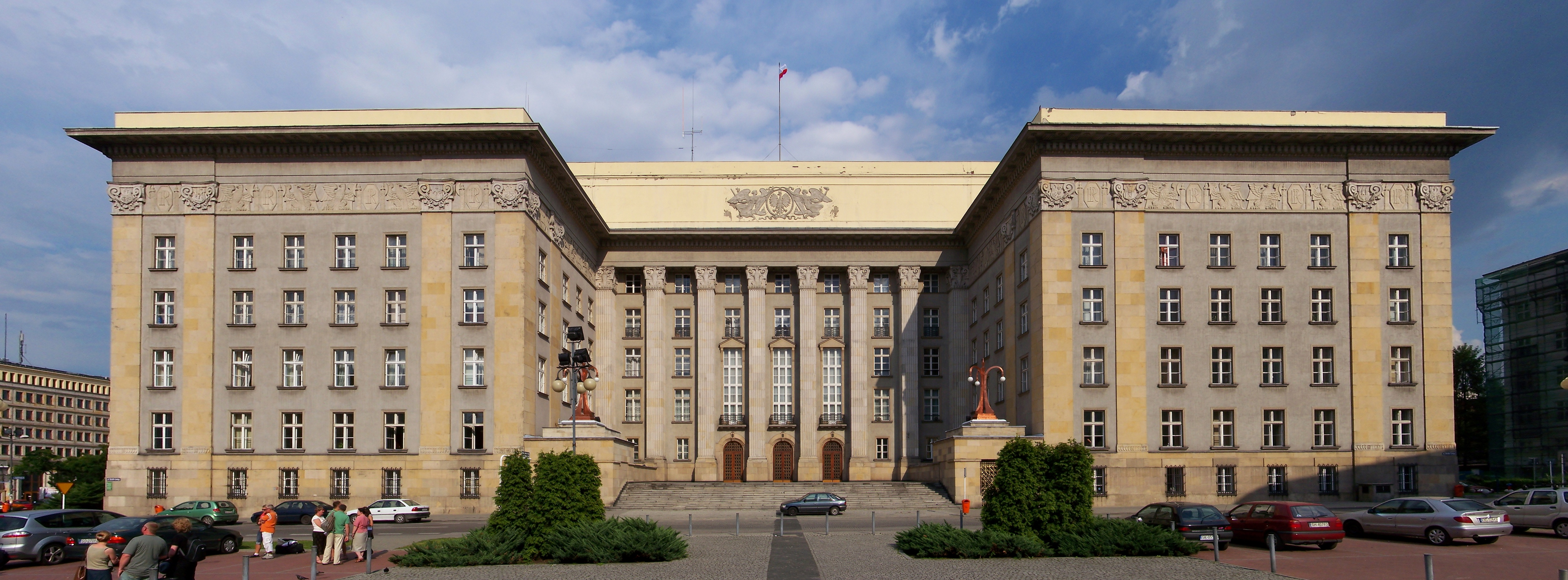
A sziléziai parlament épülete

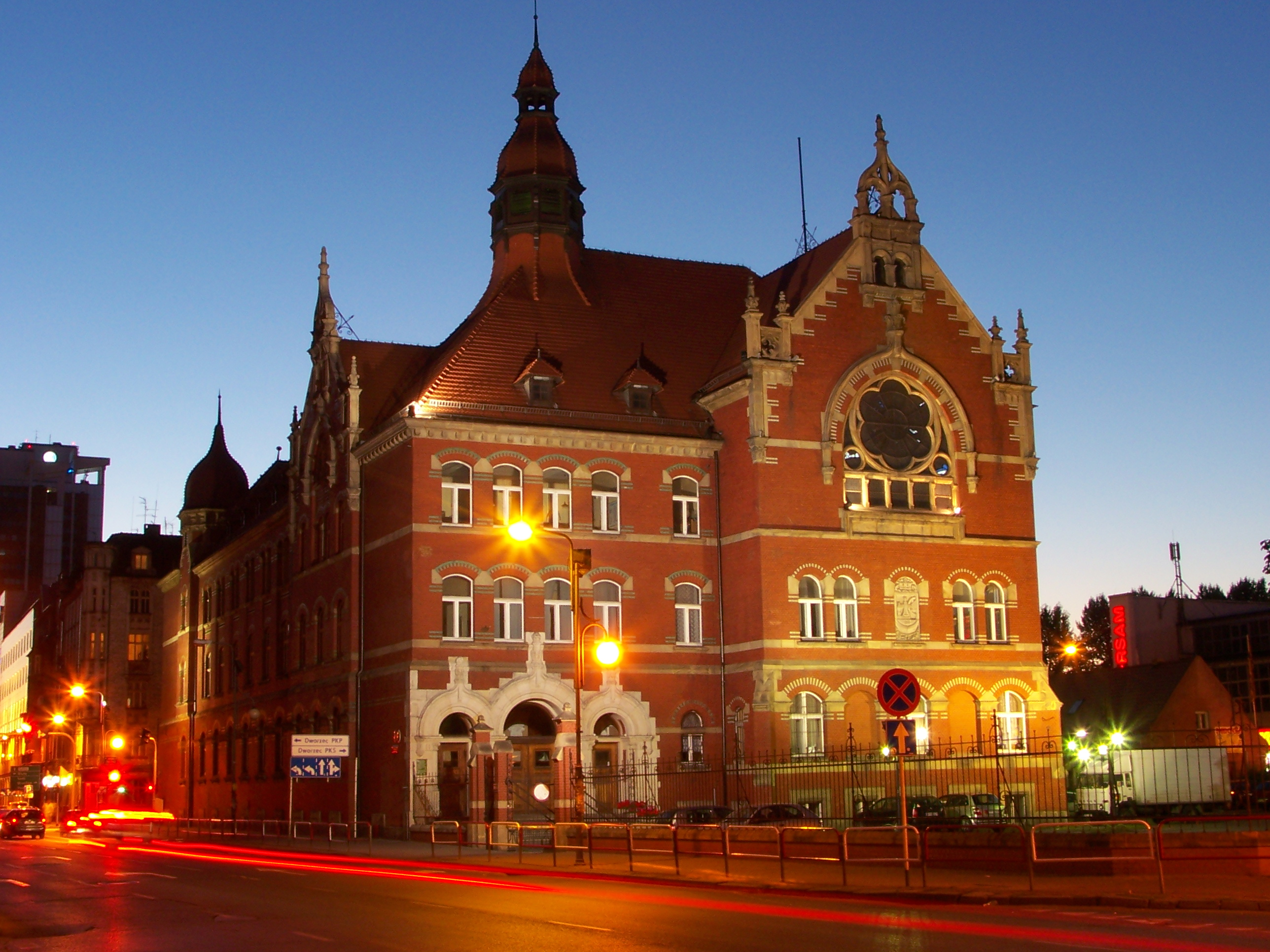
Gimnázium

Katowice 22 kerületre oszlik, melyek 5 kerületcsoportot alkotnak:
| Katowice kerületei | I. Belvárosi csoport - 1. Śródmieście (Belváros) - 2. Koszutka - 3. Bogucice - 4. Osiedle Paderewskiego - Muchowiec II. Északi csoport - 5. Załęże - 6. Osiedle Witosa - 7. Osiedle Tysiąclecia - 8. Dąb - 9. Wełnowiec - Józefowiec III. Nyugati csoport - 10. Załęska Hałda - Brynów - 11. Brynów - Osiedle Zgrzebnioka - 12. Ligota - Panewniki | IV. Keleti csoport - 13. Zawodzie - 14. Dąbrówka Mała - 15. Szopienice - Burowiec - 16. Janów - Nikiszowiec - 17. Giszowiec V. Déli csoport - 18. Murcki - 19. Piotrowice - Ochojec - 20. Zarzecze - 21. Kostuchna - 22. Podlesie |

## Agglomeráció

Felső-sziléziai városi szövetség

Katowice Lengyelország legnagyobb agglomerációjának központjában fekszik. Ez a terület a 19. században virágzott a bányászat és a kohászat óriási fejlődése miatt. Ebben az évszázadban a stratégiai tervezés eredményeképpen megalapították a Felső-sziléziai ipari körzetet. Ez húsz városból és több tíz kisebb helységből áll Felső-Szilézia és a Dąbrówai-medence területén. Az 1990-es évektől kezdve tervezik egyetlen katowicei metropolisz régió felállítását. 2006. január 19-én 14 város küldöttei aláírták a Felső-Sziléziai Metropolisz-Szövetségről (GZM) szóló deklarációt. Jelenleg az egyes önkormányzatok jóváhagyási eljárása folyik.
A GZM-hez Katowicén kívül az alábbi városok csatlakoztak: Bytom, Chorzów, Dąbrowa Górnicza, Gliwice, Jaworzno, Mysłowice, Piekary Śląskie, Ruda Śląska, Siemianowice Śląskie, Sosnowiec, Świętochłowice, Tychy, Zabrze. A szövetségnek 1304 km² területe és mintegy 2,1 millió lakosa lesz.

## Közlekedés

### Közút
A város az A4-es autópálya (Drezda-Krakkó), illetve az E75-ös gyorsforgalmi út mellett fekszik.

### Vasút
Vasúti csomópont.

### Légi
Nemzetközi repülőtere a Katowicei repülőtér.

## Kultúra

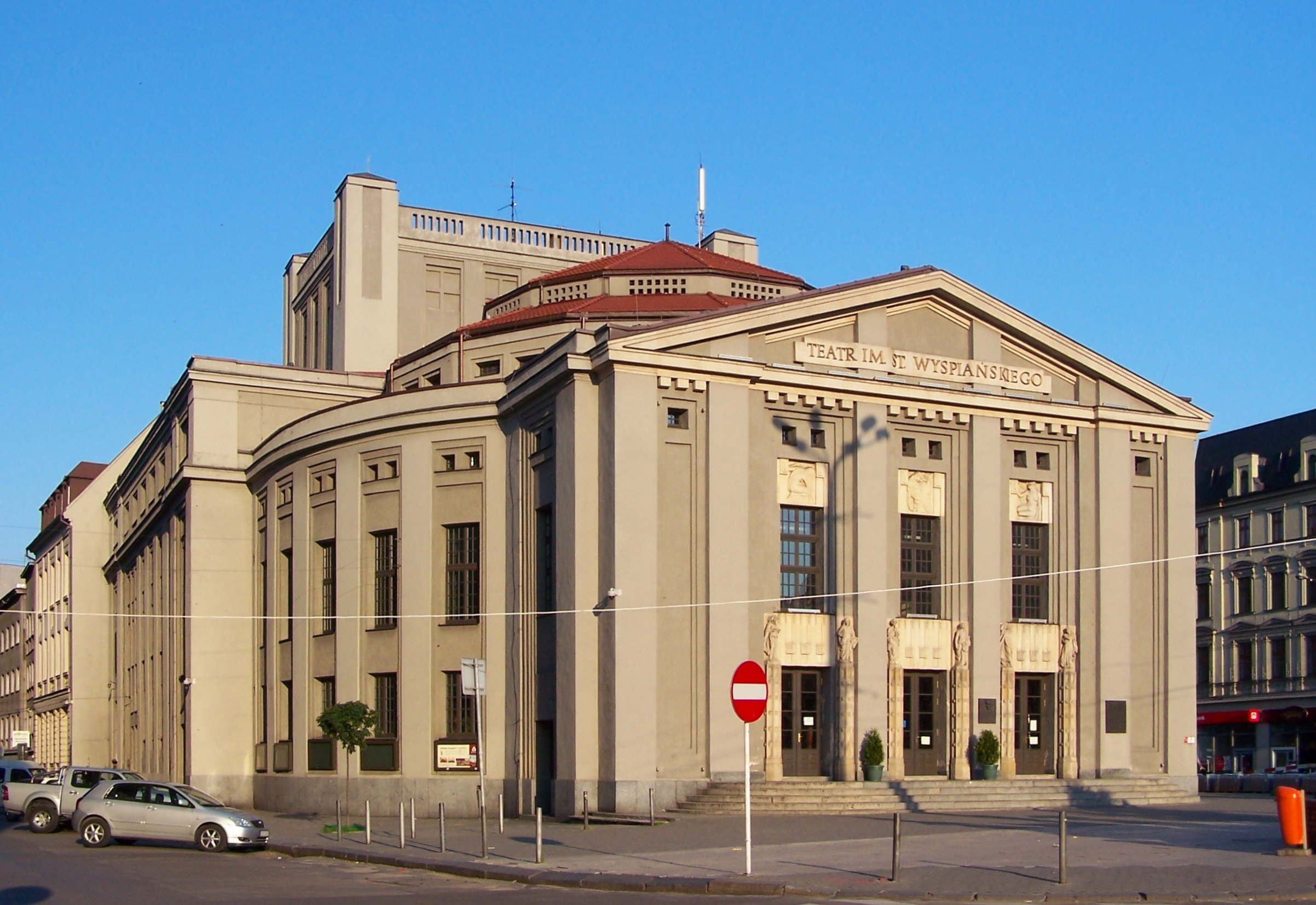
Sziléziai Színház

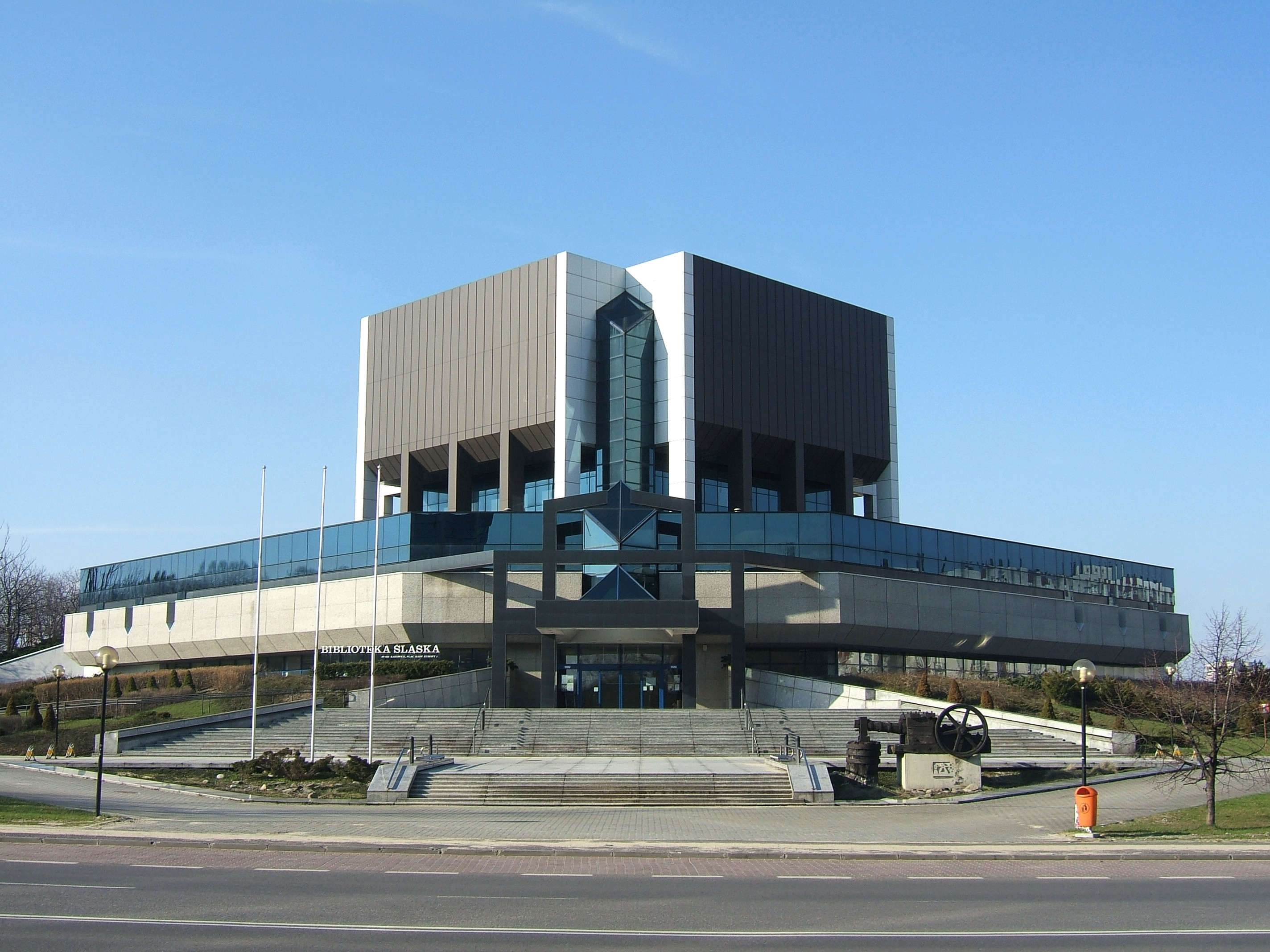
Sziléziai Könyvtár

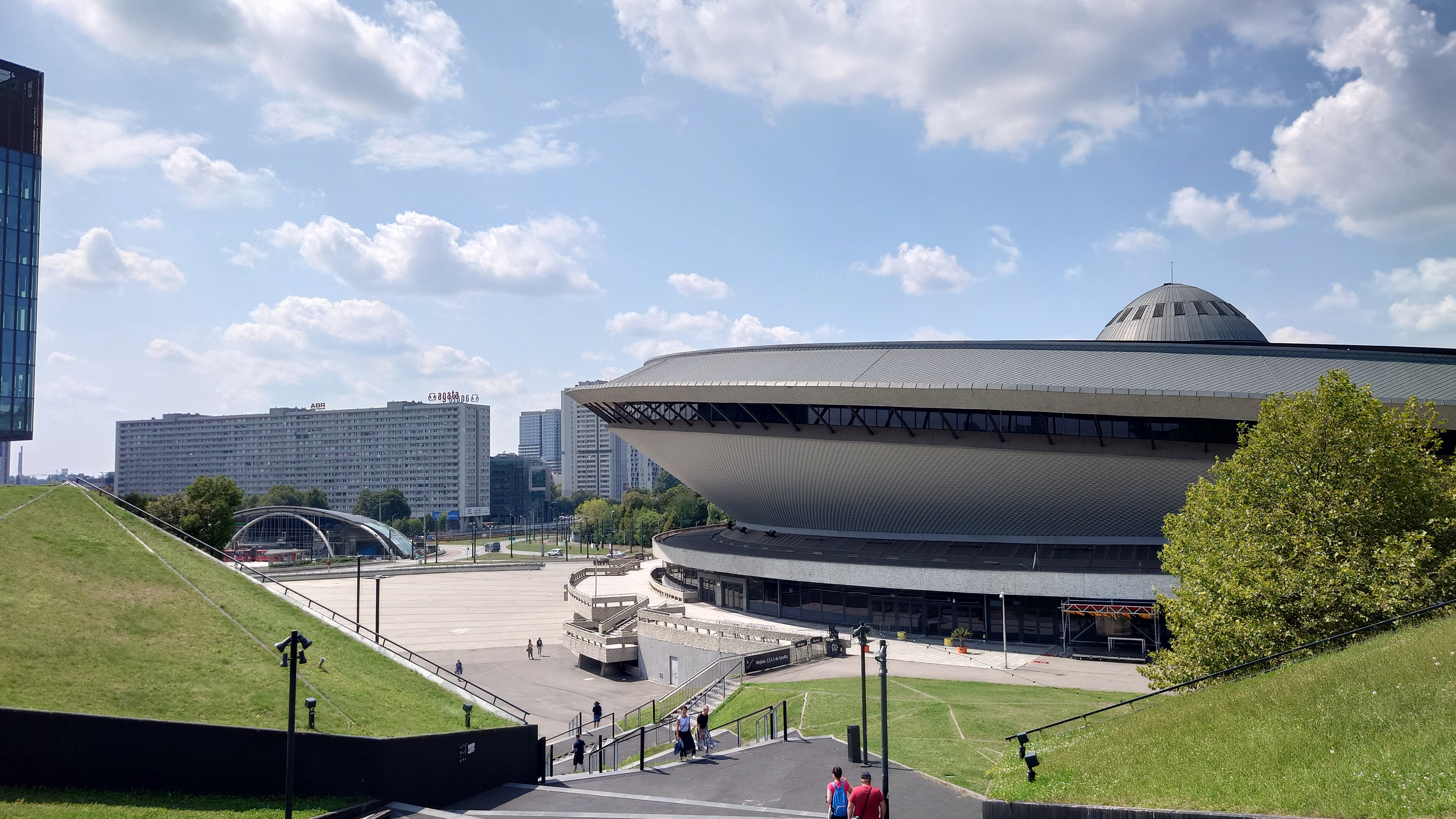
Spodek stadion

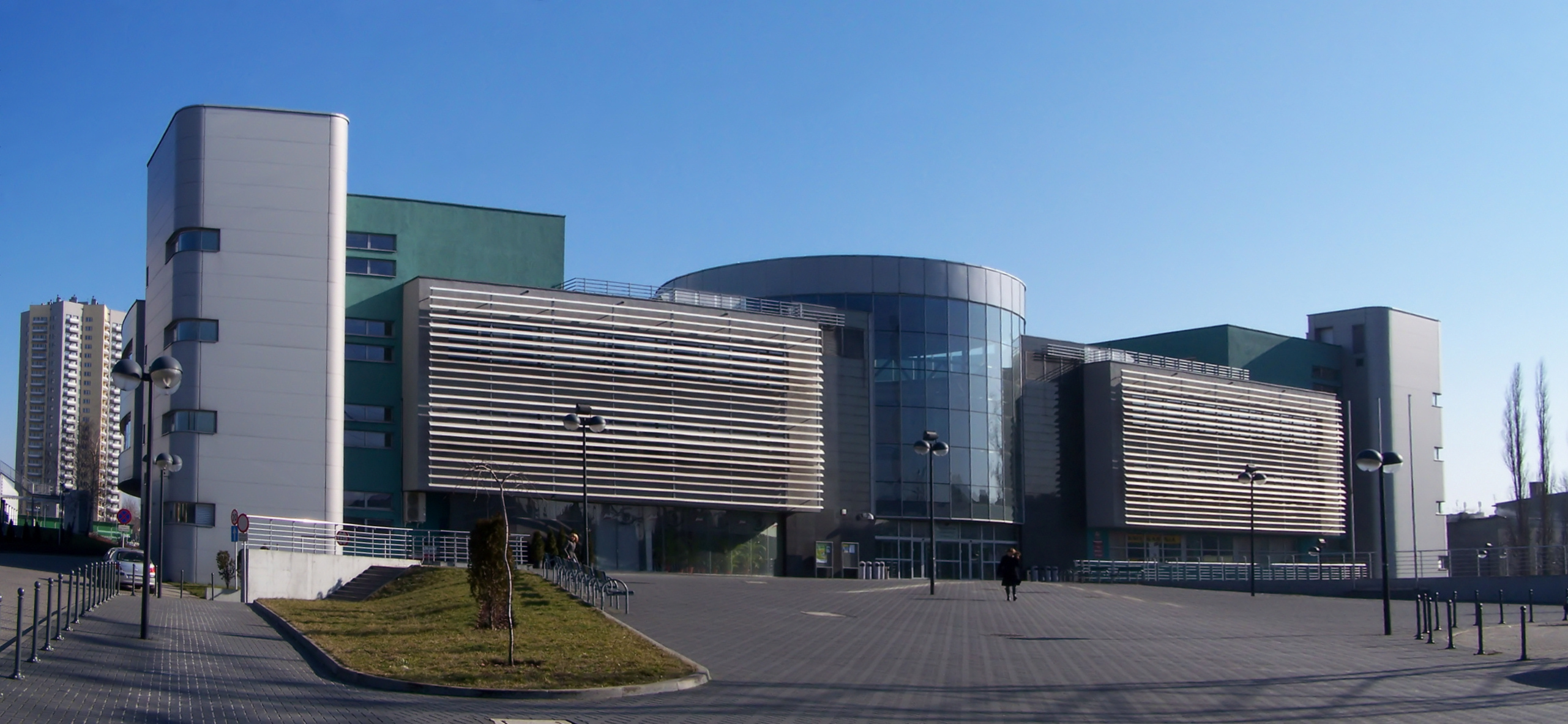
Sziléziai Egyetem

### Színházak
- Teatr Śląski im. Stanisława Wyspiańskiego
- Ateneum színház (Teatr Ateneum)
- Korez Színház (Teatr Korez)
- Cogitaur Színház (Teatr Cogitaur)
- Slaska filharmonija (Filharmonia Śląska)
- Slaska estrada (Estrada Śląska)
- Scena GuGalander
- Lengyel Rádió Filharmonikusai

### Mozik
- IMAX
- Cinema City – Punkt Rozrywki 44
- Cinema City – Silesia City Center
- Centrum Filmowe Helius
- Kino Kosmos
- Kino Światowid
- Kino – Teatr Rialto

### Galériák
Galeria Sztuki Wspolczesnej BWA Al. Korfantego 6
Galeria Sztuki Wspolczesnej Parnas ul. Kochanowskiego 10
Galeria Sztuki Atelier 2 ul. Batorego 2
Galeria Zwiazku Polskich Artystow Plastykow ul. Dworcowa 13
Galeria Architektury SARP ul. Dyrekcyjna 9
Galeria Art Deco például Andrzeja 4
Galeria Akwarela ul. Mikolowska 26
Galeria Marmurowa ul. Mikolowska 26
Galeria Pietro Wyzej
Galeria Sektor 1
Galeria Szyb Wilson

### Múzeumok
- Katowicei Történeti Múzeum

## Média
- TVP 3 Katowice
- TVN 24
- Radio Katowice
- Radio Flash
- Radio Roxy FM
- Radio Planeta
- Dziennik Zachodni
- Gazeta Wyborcza
- Echo Miasta
- Metro Katowice
- Nowy Przegląd Katowicki

## Vallás
A második világháborúig jelentős zsidó kisebbség él a városban. Ma kb. 1500 zsidó él itt. A városban katolikus püspök székel, illetve jelentős evangélikus központ.

## Testvérvárosok

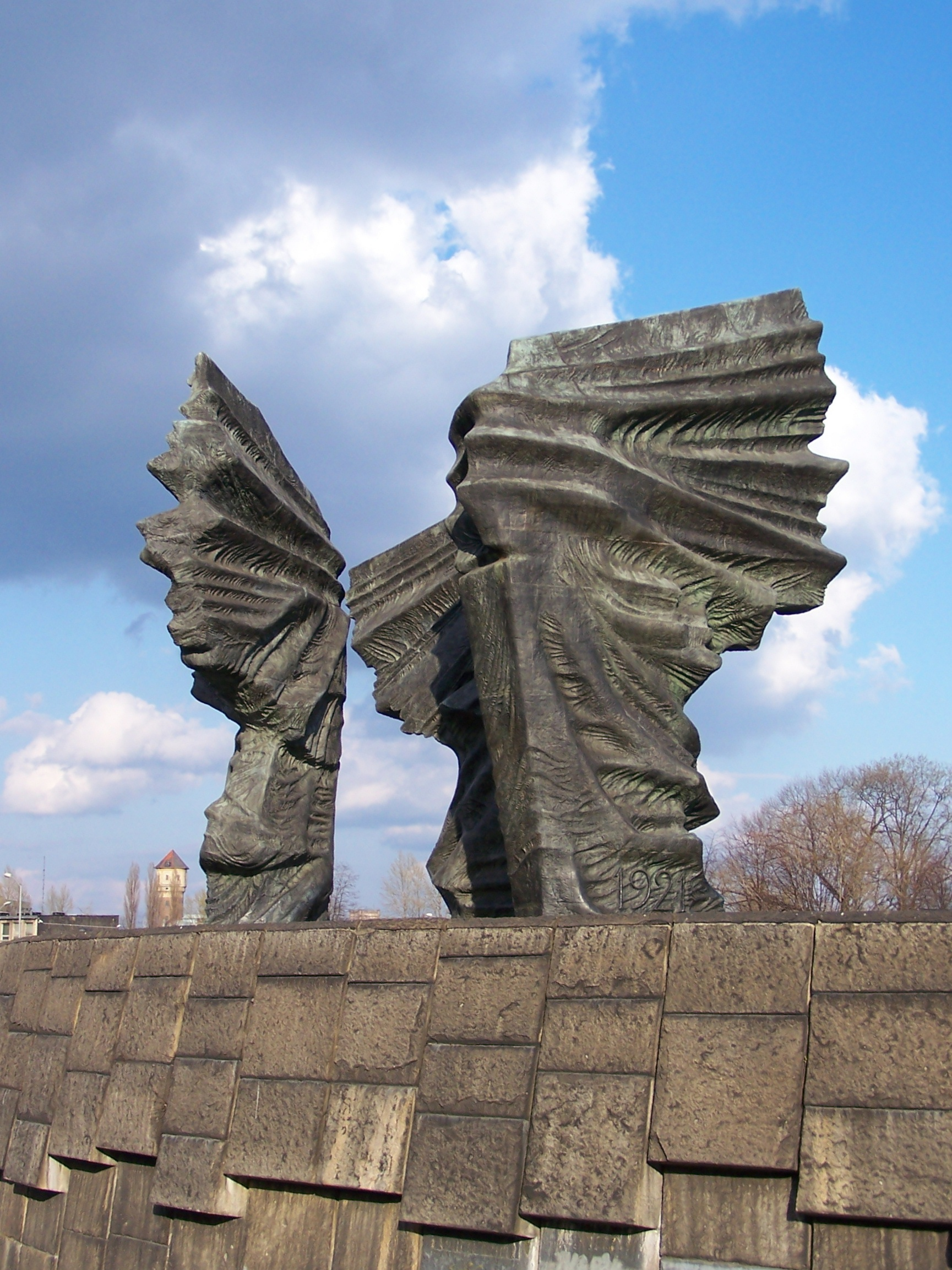
A sziléziai felkelők emlékműve

A következő városok egybevágó források szerint Katowice testvérvárosai:
- Mobile, Alabama, Egyesült Államok (1990)
- Köln, Németország (1991)
- Saint-Étienne, Franciaország (1991)
- Groningen, Hollandia (1992)

További városok, amelyekkel szoros kapcsolatban áll, vagy testvérvárosának tartják magukat:
- Miskolc, Magyarország (1973, 1993)
- Odense, Dánia (1992)
- Ostrava, Csehország (1996)
- Dél-Dublin, Írország
- Huaibei, Kína